# Karl Kugler
Karl Kugler (* 20. Mai 1803 in Monheim (Schwaben); † 30. April 1881 in Eichstätt) war ein deutscher Lehrer und Heimatforscher.

## Leben
Kugler wurde im Mai 1803 in Monheim als Sohn eines Handelsmannes aus Monheim geboren. Er lernte als Schüler an den Königlichen Studien-Schulen zu Eichstätt im Oberdonaukreis, wo er beim Schülerwettbewerb der Unterprimär-Schule 1813 einen 8. Preis im I. Cursus und 1814 einen 6. Preis im II. Cursus  gewann. Nach seiner Schulzeit studierte er ebenda für das Lehramt Philosophie.
Nach Abschluss seiner Ausbildung arbeitete Kugler als Lehrer an dieser Bildungsanstalt. 1830 Lehramtskandidat, wurde er am 3. November 1834 Studienlehrer und am 16. Oktober 1840 Gymnasialprofessor. Bereits während seiner Tätigkeit als Lehrer schrieb Kugler einige Bücher. Am 2. April 1865 wegen Krankheit beurlaubt, wurde er mit Datum 6. Oktober 1865 auf Ansuchen in den Ruhestand versetzt.
Nach seiner Pensionierung widmete er sich der Heimatforschung, speziell der Ortsnamenforschung, und verfasste neben anderen Büchern ein umfangreiches und bis heute vielzitiertes Buch über die Ortsnamen im Altmühltal und Umgebung.

## Bücher (Auswahl)
- Erklärung von tausend Ortsnamen der Altmülalp und ihres Umkreises. Krüll, Eichstätt 1873, urn:nbn:de:bvb:12-bsb11157547-2.
- Die Altmülalp, das heißt: das Altmülthal mit dem Flußgebiete innerhalb seines Berglandes: topographisch, historisch und landschaftlich dargestellt von Karl Kugler mit Zeichnungen von Gustav Schröpler, Ingolstadt: Krüll, 1868 Digitalisat
- Einige Worte über das Studium der Geschichte und Poesie an den gelehrten Schulen, Eichstätt, 1860.
- Geschichte Bayerns von der frühesten bis auf unsere Zeit, für Schule und Haus zusammen mit Sebastian Mutzl, Regensburg: Manz, 1857 Digitalisat
- Einige Bemerkungen über das Verhältniß zwischen Familie und Schule, Eichstätt, 1846